# Геологічний музей Китаю
Геологічний музей Китаю (кит.: 中国地质博物馆) — найбільший геологічний музей в Азії і один із найстаріших у Китаї. Він заснований в 1916 р., знаходиться в пекінському районі Січен. Площа музею становить понад 11 000 м2, є п'ять постійних і два тимчасові зали.

## Колекція
Багата колекція музею користується високою репутацією за кордоном. Добре систематизований перелік експонатів включає понад 200 тис. зразків, які охоплюють різні підрозділи геології.
Зал коштовних каменів розділено на дві частини: у першій представлено китайські нефрити, у другій — усі інші. Саме тут зберігається найбільший коштовний камінь у світі — гірський кришталь масою 3,5 тонни. Палеонтологічний зал зберігає такі унікальні експонати, як скам'янілості «шаньдунського дракона», первісних птахів і інших динозаврів, а також інших тварин, у тому числі, древніх людей. Також є зали «Земна куля», «мінерали і породи», «територіальні ресурси» та інші.

## Наукова діяльність
Окрім освітньої мети музей також виконує наукову функцію. Установа є своєрідною лабораторією і видавничим центром. Всесвітнє визнання отримали дослідження організовані музеєм, які стосуються знахідок ранніх птахів у провінції Ляонін.